# Paul-Émile Botta
Paul-Émile Botta (ur. 6 grudnia 1802 w Turynie we Włoszech, zm. 29 marca 1870 w Acheres we Francji) – francuski konsul i archeolog pochodzenia włoskiego.
Jego ojcem był Carlo Botta, włoski historyk. Był konsulem w Aleksandrii, Mosulu i Trypolisie. Kiedy w 1842 Botta objął stanowisko konsula w Mosulu, zainteresował się starożytnościami. Efektem jego działań było odkrycie asyryjskich inskrypcji w Chorsabadzie (starożytnym Dur-Szarrukin), który Botta uznał za zaginioną Niniwę. W rzeczywistości był to pałac Sargona II. Odnalezione w ciągu czterech lat reliefy i inskrypcje zostały wysłane przez Bottę do Paryża. W wykopaliskach od 1844 pomagał mu przysłany z Francji rysownik, Eugène Flandin.